# 2-furanon
2-Furanon je heterociklično organsko jedinjenje. On se klasifikuje kao lakton. Ova bezbojna tečnost se kolokvijalno naziva "butenolid". Kao klasa jedinjenja, supstituisani derivati se nazivaju butenolidi. Oni se zapravo ne pripremaju iz 2-furanona.

## Sinteza i reakcije
2-Furanon se priprema oksidacijom furfurala:
On postoji u ravnoteži sa tautomerom 2-hidroksifuranom, koji služi kao intermedijar u interkonverziji između β- i α-furanona. β forma je stabilnija. Interkonverzija je katalizovana bazom.
2-Furanoni se mogu konvertovati u furane putem dvostepnog procesa, redukcijom kojoj sledi dehidracija. 